# Donald Rumsfeld
Donald Henry Rumsfeld (Chicago, 9 luglio 1932 – Taos, 29 giugno 2021) è stato un politico, militare e diplomatico statunitense, segretario della difesa sotto l'amministrazione del presidente Gerald Ford dal 1975 al 1977 e successivamente sotto quella di George W. Bush dal 2001 al 2006, diventando allo stesso tempo la persona più giovane e più anziana ad aver ricoperto tale incarico.

## Biografia
Proveniente da una famiglia di origine tedesca (il nonno era nato a Brema), Donald Rumsfeld è sempre stato attivo sia in politica nel Partito Repubblicano fin dall'amministrazione Nixon, sia nell'industria. Fu sposato con Joyce dal 1954, con cui ha avuto tre figli e sei nipoti. Borsista, studiò scienze politiche presso l'Università di Princeton prima d'arruolarsi nell'United States Navy, dove divenne pilota e quindi istruttore aeronavale.

### Carriera politica
Donald Rumsfeld giunse a Washington nel 1957 come assistente amministrativo di un membro del Congresso. Nel 1962, all'età di trent'anni, fu eletto alla Camera dei rappresentanti per l'Illinois e rieletto nel 1964, 1966 e 1968.
Soprannominato all'epoca "il John Fitzgerald Kennedy repubblicano", durante gli anni sessanta e settanta Rumsfeld era uno dei giovani astri nascenti del Partito Repubblicano, rivaleggiando con George H. W. Bush.
Nel 1969 si dimise dal Congresso per assumere incarichi nell'amministrazione di Richard Nixon, tra cui quello di membro del gabinetto presidenziale dal 1969 al 1970 e dal 1971 al 1972. Nel 1973 lasciò Washington per assumere l'incarico di ambasciatore statunitense alla NATO. Dal 1974 tornò a Washington per far parte dello staff del presidente Gerald Ford, durante il cui mandato rivestì in particolare il ruolo di capo di gabinetto presidenziale con Richard Bruce Cheney.

### Segretario della difesa (1975-1977)
L'anno successivo, Ford lo nominò nuovo segretario alla difesa al posto di James R. Schlesinger. Fu così il più giovane a ricoprire tale carica nella storia degli Stati Uniti, che si trovavano in piena crisi militare dopo l'esperienza del Vietnam.
La ferma gestione del Pentagono gli guadagnò il rispetto dei militari. Convinse Ford ad abbandonare il termine "distensione" in favore di una più elevata spesa militare, ritenendo che i negoziati con l'Unione Sovietica per la riduzione degli armamenti avrebbero comportato instabilità, poiché l'URSS era superiore nelle armi convenzionali. Si oppose alla ratifica degli accordi SALT.

### Anni ottanta e novanta
Dopo la sconfitta di Ford nelle elezioni presidenziali del 1976, Rumsfeld passò al settore privato e dal 1977 al 1985 ebbe incarichi dirigenziali di alto livello nella G.D. Searle & Company, arrivando ad esserne presidente. La G.D. Searle & Company è una multinazionale farmaceutica nota per la pillola contraccettiva Enovid e per il dolcificante brevettato con il nome di aspartame.
Nello stesso periodo, tuttavia, Rumsfeld non abbandonò la carriera nell'amministrazione statunitense. Tra gli altri incarichi ricoperti, dal 1983 al 1984 fu inviato speciale del presidente Ronald Reagan nel Vicino Oriente. Fu in questa veste che incontrò Saddam Hussein, all'epoca sostenuto dagli Stati Uniti nella guerra contro l'Iran. Risale a quest'epoca il famoso video in cui Rumsfeld stringe la mano a Saddam.
Dal 1985 al 1990 Rumsfeld continuò a portare avanti in parallelo carriera pubblica e affari privati. Dal 1990 al 1993 diresse la General Instrument Corporation. Nel 1997 egli ha fondato, con altri esponenti della destra ultraconservatrice statunitense, il Progetto per un nuovo secolo americano, istituto di ricerca il cui ruolo è stato determinante nella decisione di dichiarare guerra all'Iraq.

### Segretario della difesa (2001-2006)

Rumsfeld con Shimon Peres nel 2005.

Nel 2001 Rumsfeld fu nominato segretario alla difesa dal neopresidente degli Stati Uniti George W. Bush.

#### Attentati dell'11 settembre
Subito dopo gli attentati dell'11 settembre 2001, Rumsfeld ordinò ai suoi collaboratori di cercare le prove di un possibile coinvolgimento iracheno. Gli attacchi fecero del segretario della difesa la mente della riorganizzazione delle forze armate e dell'offensiva generale contro il terrorismo.

#### Afghanistan e Iraq
Teorico della guerra preventiva cara all'ala neocon del Partito Repubblicano, Rumsfeld è stato lo stratega dell'invasione dell'Afghanistan (operazione Enduring Freedom) nell'ottobre 2001, contro i talebani che avevano rifiutato di consegnare Osama bin Laden, e dell'invasione dell'Iraq (seconda guerra del Golfo) nel marzo 2003, dietro la falsa accusa di possesso di armi di distruzione di massa da parte del regime di Saddam Hussein.
In sole tre settimane i militari statunitensi entrarono a Baghdad e rovesciarono il regime di Saddam, ma nel dopoguerra palesarono l'incapacità di garantire la sicurezza contro attacchi terroristici. Nonostante queste difficoltà e gli scandali del maltrattamento dei prigionieri iracheni da parte di soldati statunitensi nella prigione di Abu Ghraib, nel secondo mandato di Bush, iniziato nel 2005, Rumsfeld fu confermato.

#### Dimissioni
Donald Rumsfeld si dimise da segretario della difesa il giorno 8 novembre 2006, a causa delle critiche del Congresso e all'indomani della pesante sconfitta dei Repubblicani nelle cosiddette elezioni di metà mandato fu sostituito dall'ex direttore della CIA Robert Gates.

### Morte
Morì il 29 giugno 2021, dieci giorni prima del suo 89º compleanno, a seguito di un mieloma multiplo nella sua casa a Taos, nel Nuovo Messico.

## Controversie
Secondo un rapporto del Senato statunitense, Rumsfeld ha approvato un programma di "tecniche di interrogatorio aggressive ed efficaci" nel 2002, rendendosi responsabile di torture e gravi violazioni dei diritti umani commessi nella prigione di Abu Ghraib, nel campo di prigionia di Guantánamo e in altri centri di detenzione segreti all'estero, dove il governo statunitense aveva recluso migliaia di sospetti fermati nell'ambito della guerra al terrorismo.
Il 14 novembre del 2006 una ventina di associazioni per la difesa dei diritti umani rappresentati dall'avvocato tedesco Wolfgang Kaleck citarono Rumsfeld ed altri funzionari degli Stati Uniti presso la corte federale di giustizia per crimini di guerra.

## Nei media
- Vice - L'uomo nell'ombra (Vice), regia di Adam McKay (2018)